# Алекс Тернер
Александр Девід Тернер або Алекс Тернер (англ. Alexander David "Alex" Turner; нар. 6 січня 1986, Шеффілд, Південний Йоркшир, Велика Британія) — музикант, вокаліст і автор пісень англійського гурту Arctic Monkeys, що грає музику в жанрі альтернативного року. У 2007 році разом із Майлзом Кейном заснував гурт The Last Shadow Puppets. Також написав пісні до фільму «Субмарина», що вийшов у прокат у 2010 році.

## Біографія

### Ранні роки
Алекс Тернер народився 6 січня 1986 року в Шеффілді, в сім'ї викладача музики Девіда та викладача німецької мови Пенні Тернерів.
Зростав у Хай Ґріні, передмісті Шеффілда. Навчався в Стоксбриджській вищій школі (англ. Stocksbridge High School) з 1997 по 2002 рік.
У підлітковому віці здебільшого слухав музику реп-виконавців на кшталт Roots Manuva. З часом його вподобання змінились, і Алексові почала більше подобатись гітарна музика. Ця зміна була обумовлена успіхом гуртів The Strokes та The Libertines. Тернера також надихали The Beatles, і він хотів, щоб його гурт був схожий на ліверпульську четвірку.
Батьки Алекса купили йому першу гітару як подарунок на Різдво 2001 року. Згодом вони дозволили Тернеру покинути коледж на один рік, для того щоб він міг спробувати себе в музиці. Пізніше він казав, що обрав би навчання у Манчестерському університеті, якби Arctic Monkeys не досягли такого успіху.
Попри його любов до гри на гітарі, він приділяв дедалі більше уваги текстам пісень. Згодом зауважував, що він дослухався до слів навіть більше, ніж до музики на фоні.

### Кар'єра

#### Arctic Monkeys
Arctic Monkeys, на чолі з Алексом, підписали контракт з незалежним лейблом Domino Records 2005 року. Свій перший альбом Whatever People Say I Am, That's What I'm Not, що вийшов на початку 2006 року, став найшвидшим за темпами продажів дебютним альбомом в історії британської музики. Відтоді гурт випустив ще чотири альбоми: Favourite Worst Nightmare (2007), Humbug (2009), Suck It and See, (2011), AM (2013), Tranquility Base Hotel & Casino (2018). Вони в різний період досягали позиції № 1 у британських музичних чартах.
Ранні пісні Тернера для Arctic Monkeys здебільшого описували нічне життя у Великій Британії. Зокрема, в їхньому демо-альбомі Beneath the Boardwalk згадується шеффілдський клуб Boardwalk, у якому Алекс працював барменом під час своєї відсутності в університеті. Пізніше теми його пісень стали різноманітнішими, особливо це помітно в альбомах Humbug і Suck It and See.

#### The Last Shadow Puppets
У серпні 2007 року Алекс оголосив, що збирається записати альбом із Майлзом Кейном окремо від Arctic Monkeys.
За декілька місяців, 21 квітня 2008 року, вийшов і сам альбом, The Age of the Understatement. Після релізу та до кінця року вони завершили тур, що був проведений спільно з Лондонським філармонічним оркестром.
У 2015 році відбувся реліз їхнього другого альбому під назвою Everything You've Come to Expect.

#### Сольна кар'єра
У 2010-2011 роках написав і виконав усі шість пісень офіційного саундтреку до фільму «Субмарина». Реліз відбувся 18 березня 2011 року у Великій Британії та США.

## Особисте життя
Алекс Тернер перебував у стосунках із Джоанною Беннетт у 2005-2007 роках, у співавторстві з якою написав пісню Fluorescent Adolescent з альбому Favourite Worst Nightmare. З 2007 по 2011 рік зустрічався з відомою телеведучою та моделлю Алексою Чанґ. Після цього зустрічався з акторкою і моделлю Аріеллю Ванденберг. Вони розлучились у 2014 році. В середині 2018 року почав зустрічатися з французькою моделлю та співачкою Луізою Вернелл, з якою перебуває у стосунках до сьогодні.

## Дискографія

### У складіArctic Monkeys

#### Студійні альбоми
- 2006 — Whatever People Say I Am, That's What I'm Not
- 2007 — Favourite Worst Nightmare
- 2009 — Humbug
- 2011 — Suck It and See
- 2013 — AM
- 2018 — Tranquility Base Hotel & Casino
- 2022 — The Car

### У складіThe Last Shadow Puppets

#### Студійні альбоми
- 2008 — The Age of the Understatement
- 2016 — Everything You've Come to Expect

### Сольна творчість
- 2011 — Submarine (міні-альбом)

## Цікаві факти
На даний момент є одним з найбагатших музикантів Великої Британії.
Разом із Arctic Monkeys виступав на відкритті Олімпійських Ігор у Лондоні у 2012 році, де вони виконали кавер на пісню The Beatles Come Together.